# 三好俊吉
三好 俊吉（みよし しゅんきち、1929年（昭和4年）3月16日 - 2020年（令和2年）4月25日）は、日本鋼管（NKK、現JFEホールディングス）の元社長。東京都出身。
NKKでは異例の技術畑出身として社長に就任するが、バブル崩壊以降の景気低迷で1994年ごろから鉄鋼不況が深刻化。業績悪化を受けリストラに着手するも、新日本製鐵や川崎製鉄など他社に比べて立ち遅れ気味で、のちNKKは信用不安から危機を迎えることになる。

## 略歴
- 1951年3月:東京大学第一工学部冶金学科卒業
- 1982年6月:日本鋼管取締役
- 1985年6月:日本鋼管常務、福山製鉄所長
- 1988年6月:NKK専務、新材料事業部長
- 1990年6月:NKK副社長
- 1992年6月:NKK社長
- 1997年6月:NKK会長
- 2002年2月:NKK相談役
- 2003年4月:JFEホールディングス相談役
- 2006年6月:退任
- 2020年4月:腹腔内出血のため死去、91歳没。